# 瓦迪斯瓦夫一世
瓦迪斯瓦夫一世（矮子） （Władysław I Łokietek，1260年3月3日—1333年3月2日）波兰恢复王国地位后的第一位国王，1320年至1333年在位。在此之前，他的封号是库亚维公爵（1275年—1305年）和波兰大公（瓦迪斯瓦夫五世，1296年起）。

## 自稱波蘭大公

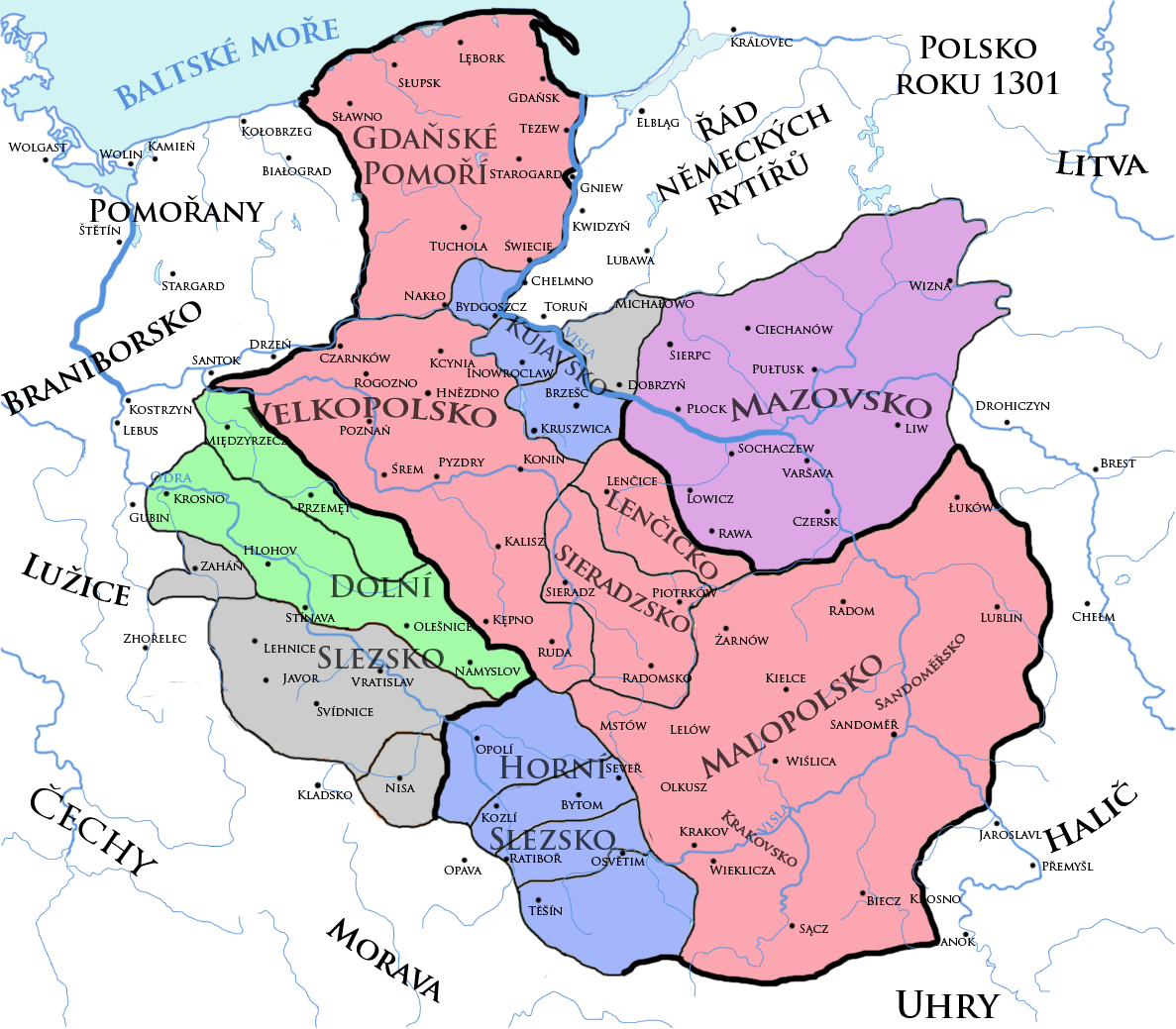
1300-1305年波希米亞國王瓦茨拉夫二世兼領的波蘭王國：直接控制的波蘭王室領為紅色；西側緊鄰的三塊（綠色、灰色與藍色南區）大部分是服屬於他本家波希米亞王國的西里西亞貴族附庸。1305年瓦茨拉夫二世過世後，紅色的波蘭王室領重陷混亂：1309年北方的波美拉尼亞被條頓騎士團奪取，1306年自稱波蘭大公的瓦迪斯瓦夫一世以北方藍色的庫亞維公國為根據地，往南攻佔小波蘭，1314年他又佔領大波蘭，於1320年正式加冕為波蘭國王，但仍處於北有條頓騎士團、西有波西米亞國雙強夾擊的困境中，譬如1327年騎士團佔庫亞維、波西米亞控制Lencicko、Sieradzsko兩地（介於大、小波蘭之間）的附庸貴族

在他出生的年代，波兰分裂为许多独立的小公国，但没有一个统治者拥有普遍的权力。瓦迪斯瓦夫一世在父親於1267年逝世後，同父異母的長兄萊謝克二世並沒有繼承庫亞維，而是準備繼承堂叔波列斯瓦夫五世克拉科夫大公的地位，即是波蘭在封建割據時期最高的公爵；庫亞維則由次兄庫亞維的謝莫米斯爾繼承。當兩位兄長分別於1288年及1287年逝世後，他繼承了庫亞維。1296年，波蘭國王普熱梅斯瓦夫二世逝世，瓦迪斯瓦夫一世在克拉科夫被贵族们选举为波兰大公，但不久这些人就在1300年转向拥护波希米亚国王瓦茨拉夫二世（迅即在1305年病逝）。然而，1306年當瓦茨拉夫二世之子瓦茨拉夫三世在加冕前遇刺；瓦迪斯瓦夫一世名正言顺地成为大公，同年往南攻占了小波蘭，進軍克拉科夫，揮師北上，途徑庫亞維，直抵格但斯克波美拉尼亞。1307年，為對抗勃蘭登堡-施滕達爾藩侯瓦爾德馬一世，瓦迪斯瓦夫一世引入條頓騎士團至格但斯克波美拉尼亞，因而被條頓騎士團於1309年奪去格但斯克波美拉尼亞。

## 有限地統一波蘭
瓦迪斯瓦夫一世继续进行推动统一的政策，1309年，他的政敵格沃古夫公爵亨利克三世逝世，將他的公國分給五名兒子，瓦迪斯瓦夫一世利用此機會於1314年8月進入波茲南，奪取大波蘭。终于在1320年1月20日在克拉科夫加冕为国王，从而结束了波兰长达两个世纪的分裂状态。

## 晚年失地

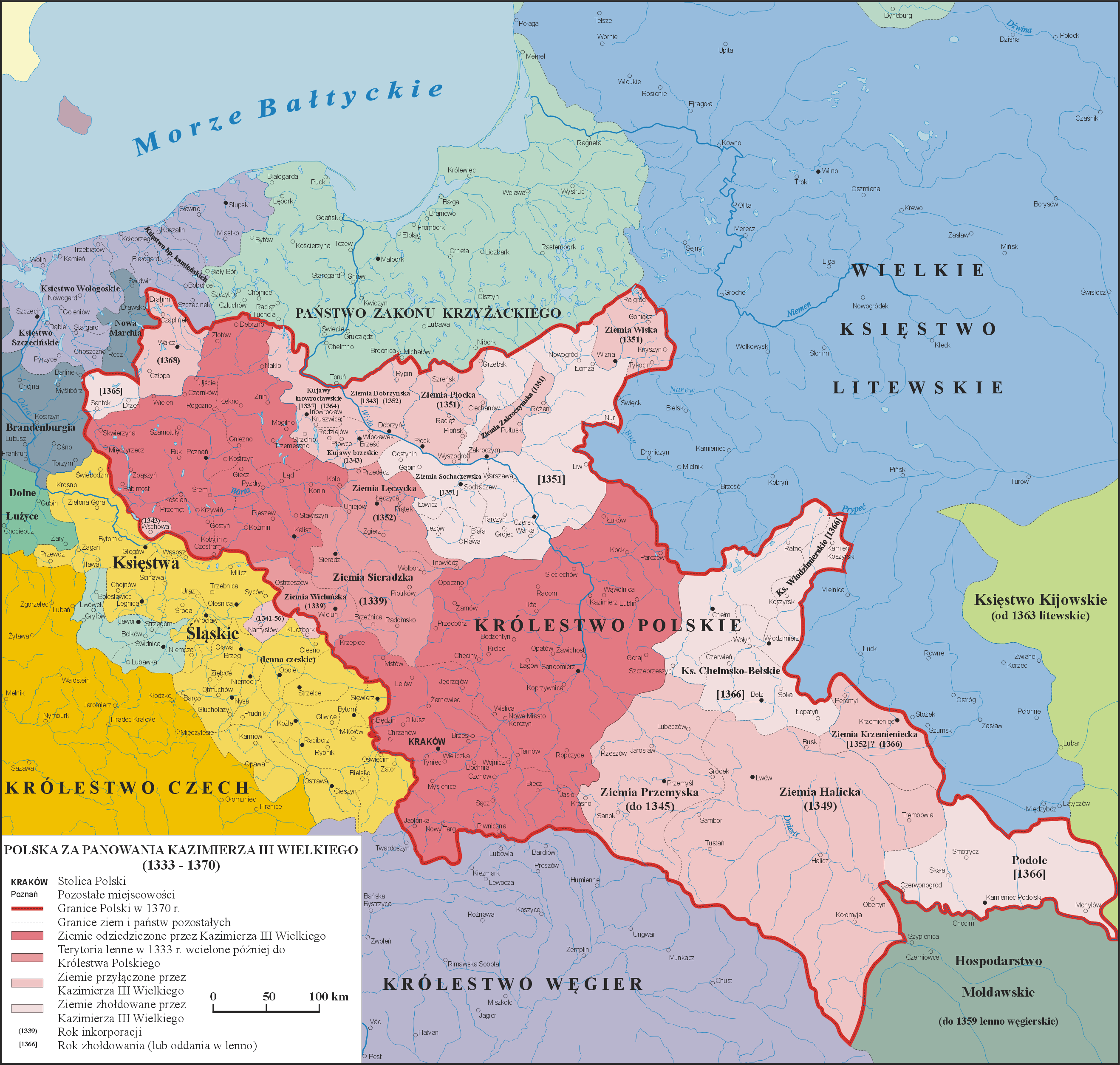
瓦迪斯瓦夫一世末年（1333年）的殘留領土為深紅色（分為不連接的兩塊：西北部的大波蘭、中部的小波蘭）；图中暗红色线边界則是其子卡齐米日大帝末年所擴張的波兰（1370年），黃色則是被波西米亞正式併吞的西里西亞

瓦迪斯瓦夫登基為波蘭王之後的30年間，仍處於北有條頓騎士團、西有波西米亞國雙強夾擊的困境中。尽管波希米亚国王盲眼的约翰自認拥有波兰王位并反对1320年瓦迪斯瓦夫的加冕，教宗约翰二十二世仍在犹豫之中同意了此次加冕。憤恨不平的盲眼约翰，遂在1327年开始向克拉科夫大舉進攻，成功控制Lencicko、Sieradzsko兩地（介於大、小波蘭之間）的附庸貴族，使瓦迪斯瓦夫的領土被切斷為不連接的兩大塊；1328年盲眼約翰向立陶宛发起十字军，这个时候他已经与条顿骑士团结盟，讓瓦迪斯瓦夫陷入被包抄消滅的極度危局。像是1327年至1332年間，条顿骑士团利用波蘭軍主力與波希米亞交戰的良機，向南攻打瓦迪斯瓦夫，攻占他原來的根據地──多布林地區和庫亞維。
面對巨大危機，瓦迪斯瓦夫一世改以外交手段穩住局勢。他與匈牙利（1320年瓦迪斯瓦夫將女兒伊莉莎白嫁給匈牙利國王查理一世）和立陶宛結盟（1325年波、立兩國簽署反條頓騎士團國條約，同時瓦迪斯瓦夫一世之子卡齊米日三世與立陶宛大公格迪米納斯之女阿爾多娜結婚），而且在1329年與布蘭登堡簽訂和約，這讓瓦迪斯瓦夫一世在與條頓騎士團作戰時能夠從外交中獲益。另一方面，對波蘭野心勃勃的波希米亞國王约翰，於1329年迫使西里西亞的皮雅斯特王朝各公爵們對約翰宣誓效忠，徹底斷絕西里西亞對波蘭王國的隸屬，正式併吞了原為波蘭領土的西里西亞。
瓦迪斯瓦夫一世對条顿骑士团持續不懈的戰爭，延續成他繼承者一代又一代的百年國策，最终迫使条顿骑士团在1525年臣服于波兰国王。